# CDBurnerXP
CDBurnerXP ist ein kostenloses Brennprogramm. Es liegt in der vierten Version vor und läuft unter Windows ab Version 2000. Das Programm wurde ursprünglich von Stefan und Fredrik Haglund entwickelt. Seit dem Jahr 2007 ist die Canneverbe Limited für die Weiterentwicklung verantwortlich.
Canneverbe Ltd. hat im Impressum seiner Internetseite (Stand 2022) mitgeteilt, dass das Unternehmen den Betrieb eingestellt hat und CDBurnerXP nicht mehr weiterentwickelt wird. CDBurnerXP wird jedoch auf der Canneverbe-Downloadseite in Version 4.5.8.7128 noch angeboten.

## Funktionsumfang
CDBurnerXP verarbeitet sowohl CD-R- und CD-RW-Medien als auch DVD±R, DVD±RW, DVD-RAM sowie Blu-ray Disc (BD-R) und HD DVD inklusive Double-Layer-Datenträger. Man kann ISO-Abbilder erstellen und diese brennen.
Beim Erstellen von Audio-CDs können auch komprimierte Audiodateien, wie z. B. Ogg Vorbis, direkt verwendet werden und müssen nicht zuvor manuell dekomprimiert werden. In den Dateien vorhandene Informationen über Titel, Interpret etc. können zum Erstellen eines Covers für die CD verwendet werden.
Das Programm umgeht einen eventuell vorhandenen Kopierschutz nicht.
Ab Version 4 benötigt CDBurnerXP das .Net-Framework. Der Quelltext ist nicht frei verfügbar, da proprietäre Programmbibliotheken verwendet werden.

## Rezeption
Heise bezeichnet diese Software als kostenfreie und einfach zu bedienende Alternative zu der in Windows integrierten Brennfunktion. Laut Techradar ist es ein mächtiges und reibungslos funktionierendes Werkzeug, um Datenträger zu brennen und ISO-Abbilder zu erstellen. Auch PC World gelangt zu einer positiven Einschätzung dieser Software.